# Tintagel
Tintagel eller Trevena (kornisk: Tre war Venydh, der betyder Landsby på et bjerg) er et sogn og landsby, der ligger ud til Atlanterhavskysten i Cornwall, England. Landsbyen og den nærliggende Tintagel Castle bliver associeret med legenden om kong Arthur, og er blevet et turistattraktion. Ifølge Geoffrey of Monmouth var Tintagel Castle kong Arthurs gamle slot.
Tintagel bliver brugt i digteren Alfred, Lord Tennyson i digtet Idylls of the King og Algernon Charles Swinburnes Tristram of Lyonesse, og Thomas Hardys The Famous Tragedy of the Queen of Cornwall at Tintagel in Lyonnesse, der er et skuespil fra 1923, der fortæller samme legende.
Turister kan besøge King Arthur's Great Halls i Trevena der er en stor bygning fra 1930'erne. Artognou-stenen, der blev fundet i 1998, har yderligere bidraget til legenden om at Arthur skulle have forbindelse til området, da den ifølge nogle hentyder til sagnkongen.